# Campeonato Europeu de Atletismo Sub-23 de 2005
O Campeonato Europeu de Atletismo Sub-23 de 2005 foi a 5ª edição do campeonato, organizado pela Associação Europeia de Atletismo (AEA) em Erfurt, na Alemanha, entre 14 e 17 de julho de 2005. Foram disputadas 44 provas no campeonato, no qual participaram 748 atletas de 41 nacionalidades. 

## Resultados
Esses foram os resultados do campeonato. 
Masculino
| Evento                       | Ouro                                                                   | Ouro     | Prata                                                                           | Prata    | Bronze                                                                                | Bronze   |
| ---------------------------- | ---------------------------------------------------------------------- | -------- | ------------------------------------------------------------------------------- | -------- | ------------------------------------------------------------------------------------- | -------- |
| 100 m                        | Oudéré Kankarafou França                                               | 10.26    | Eddy De Lépine França                                                           | 10.30    | Stefan Wieser · Alemanha                                                              | 10.32    |
| 200 m                        | David Alerte França                                                    | 20.47    | Sebastian Ernst · Alemanha                                                      | 20.58    | Koura Kaba Fantoni · Itália                                                           | 20.71    |
| 400 m                        | Robert Tobin · Grã-Bretanha                                            | 46.81    | Kamghe Gaba · Alemanha                                                          | 47.07    | Daniel Dąbrowski · Polónia                                                            | 47.44    |
| 800 m                        | Kévin Hautcœur França                                                  | 1:51.29  | Manuel Olmedo · Espanha                                                         | 1:51.47  | René Bauschinger · Alemanha                                                           | 1:51.49  |
| 1.500 m                      | Arturo Casado · Espanha                                                | 3:47.02  | Stefan Eberhardt · Alemanha                                                     | 3:48.09  | Francisco España · Espanha                                                            | 3:48.16  |
| 5.000 m                      | Anatoliy Rybakov · Rússia                                              | 14:06.69 | Mo Farah · Grã-Bretanha                                                         | 14:10.96 | Aleksey Aleksandrov · Rússia                                                          | 14:11.10 |
| 10.000 m                     | Yevgeniy Rybakov · Rússia                                              | 29:30.76 | André Pollmächer · Alemanha                                                     | 29:33.22 | Marius Ionescu · Roménia                                                              | 29:34.52 |
| 110 m com barreiras          | David Hughes · Grã-Bretanha                                            | 13.56    | Willi Mathiszik · Alemanha                                                      | 13.58    | Stanislav Sajdok · Chéquia                                                            | 13.66    |
| 400 m com barreiras          | Rhys Williams · Grã-Bretanha                                           | 49.60    | Minas Alozidis · Grécia                                                         | 50.04    | Ákos Dezso · Hungria                                                                  | 50.31    |
| 3.000 m com obstáculo        | Radosław Popławski · Polónia                                           | 8:32.61  | Halil Akkaş · Turquia                                                           | 8:37.38  | Pieter Desmet · Bélgica                                                               | 8:41.07  |
| 20 km marcha atlética        | Igor Yerokhin · Rússia                                                 | 1:23:14  | Benjamin Sánchez · Espanha                                                      | 1:23:30  | Mikalai Seradovich · Bielorrússia                                                     | 1:23:56  |
| Revezamento 4 x 100 metros   | França Oudéré Kankarafou Idrissa M'Barke Eddy De Lépine David Alerte   | 38.95    | Alemanha · Florian Rentz · Marius Broening · Sebastian Ernst · Till Helmke      | 39.12    | Itália · Rosario La Mastra · Alessandro Rocco · Stefano Anceschi · Koura Kaba Fantoni | 39.41    |
| Revezamento 4 x 400 metros   | Polónia · Witold Bańka · Piotr Zrada · Daniel Dąbrowski · Piotr Kędzia | 3:04.41  | Grã-Bretanha · Andrew Steele · Rhys Williams · Richard Davenport · Robert Tobin | 3:04.83  | Países Baixos · Daniël Ward · Daniel de Wild · Sjors Kampen · Robert Lathouwers       | 3:04.99  |
| Salto em altura              | Jaroslav Bába · Chéquia                                                | 2.29     | Artsiom Zaitsau · Bielorrússia                                                  | 2.27     | Yuriy Krymarenko · Ucrânia                                                            | 2.27     |
| Salto com vara               | Damiel Dossévi França                                                  | 5.75     | Fabian Schulze · Alemanha                                                       | 5.65     | Jérôme Clavier · FrançaMatti Mononen · Finlândia                                      | 5.60     |
| Salto em distância           | Danut Simion · Roménia                                                 | 8.12     | Dmitriy Sapinskiy · Rússia                                                      | 8.01     | Povilas Mykolaitis · Lituânia                                                         | 8.00     |
| Salto triplo                 | Aleksandr Sergeyev · Rússia                                            | 17.11    | Aleksandr Petrenko · Rússia                                                     | 17.03    | Nelson Évora · Portugal                                                               | 16.89    |
| Arremesso de peso (6 kg)     | Anton Lyuboslavskiy · Rússia                                           | 20.44    | Taavi Peetre · Estónia                                                          | 19.85    | Mika Vasara · Finlândia                                                               | 19.84    |
| Arremesso de disco (1,75 kg) | Robert Harting · Alemanha                                              | 64.50    | Piotr Małachowski · Polónia                                                     | 63.99    | Dzmitry Sivakou · Bielorrússia                                                        | 60.62    |
| Arremesso de martelo (6 kg)  | Pavel Kryvitski · Bielorrússia                                         | 73.72    | Aliaksandr Kazulka · Bielorrússia                                               | 73.60    | Andrey Azarenkov · Rússia                                                             | 71.18    |
| Lançamento de dardo          | Igor Janik · Polónia                                                   | 77.25    | Antti Ruuskanen · Finlândia                                                     | 76.82    | Magnus Arvidsson · Suécia                                                             | 76.15    |
| Decatlo                      | Aleksey Drozdov · Rússia                                               | 8196     | Aleksey Sysoyev · Rússia                                                        | 8089     | Norman Müller · Alemanha                                                              | 7989     |

Feminino
| Evento                       | Ouro                                                                                      | Ouro     | Prata                                                                            | Prata    | Bronze                                                                   | Bronze   |
| ---------------------------- | ----------------------------------------------------------------------------------------- | -------- | -------------------------------------------------------------------------------- | -------- | ------------------------------------------------------------------------ | -------- |
| 100 m                        | Maria Karastamati · Grécia                                                                | 11.03    | Lina Jacques-Sébastien França                                                    | 11.46    | Verena Sailer · Alemanha                                                 | 11.53    |
| 200 m                        | Yelena Yakovleva · Rússia                                                                 | 22.99    | Nikolett Listar · Hungria                                                        | 23.19    | Vincenza Calì · Itália                                                   | 23.31    |
| 400 m                        | Olga Zaytseva · Rússia                                                                    | 50.72    | Christine Ohuruogu · Grã-Bretanha                                                | 50.73    | Yelena Migunova · Rússia                                                 | 51.59    |
| 800 m                        | Yevgeniya Zolotova · Rússia                                                               | 2:06.00  | Jemma Simpson · Grã-Bretanha                                                     | 2:06.16  | Élodie Guégan França                                                     | 2:06.29  |
| 1.500 m [nota1]              | Corina Dumbrăvean · Roménia                                                               | 4:14.78  | Olesya Syreva · Rússia                                                           | 4:16.23  | Antje Möldner · Alemanha                                                 | 4:16.34  |
| 5.000 m                      | Binnaz Uslu · Turquia                                                                     | 15:57.21 | Tatyana Petrova · Rússia                                                         | 16:01.79 | Silvia La Barbera · Itália                                               | 16:07.01 |
| 10.000 m                     | Tatyana Petrova · Rússia                                                                  | 33:55.99 | Volha Minina · Bielorrússia                                                      | 34:03.55 | Eva Maria Stower · Alemanha                                              | 34:05.03 |
| 100 m com barreiras          | Mirjam Liimask · Estónia                                                                  | 12.93    | Tina Klein · Alemanha                                                            | 12.97    | Anna Yevdokimova · Rússia                                                | 13.12    |
| 400 m com barreiras          | Yelena Ildeykina · Rússia                                                                 | 56.43    | Anastasiya Trifonova · Rússia                                                    | 56.51    | Sian Scott · Grã-Bretanha                                                | 57.02    |
| 3.000 m com obstáculo        | Katarzyna Kowalska · Polónia                                                              | 9:54.17  | Türkan Erismis · Turquia                                                         | 9:55.45  | Svetlana Ivanova · Rússia                                                | 9:56.44  |
| 20 km marcha atlética        | Irina Petrova · Rússia                                                                    | 1:33:24  | Olga Kaniskina · Rússia                                                          | 1:33:33  | Barbora Dibelková · Chéquia                                              | 1:34:44  |
| Revezamento 4 x 100 metros   | França Natacha Vouaux Lina Jacques-Sébastien Aurélie Kamga Ayodele Ikuesan                | 44.22    | Alemanha · Karoline Köhler · Verena Sailer · Johanna Kedzierski · Anne Möllinger | 44.89    | Itália · Claudia Baggio · Doris Tomasini · Alessia Berti · Vincenza Calì | 45.03    |
| Revezamento 4 x 400 metros   | Rússia · Anastasiya Ovchinnikova · Anastasiya Kochetova · Yelena Migunova · Olga Zaytseva | 3:27.27  | Grã-Bretanha · Kim Wall · Sian Scott · Lisa Miller · Christine Ohuruogu          | 3:31.64  | França Dora Jemaa Thélia Sigère Johanna Monthe Phara Anacharsis          | 3:31.91  |
| Salto em altura              | Tatjana Kivimägi · Rússia                                                                 | 1.94     | Emma Green · Suécia                                                              | 1.92     | Ariane Friedrich · Alemanha                                              | 1.90     |
| Salto com vara               | Nataliya Kushch · Ucrânia                                                                 | 4.30     | Floé Kühnert · Alemanha                                                          | 4.30     | Julia Hütter · Alemanha                                                  | 4.25     |
| Salto em distância           | Carolina Klüft · Suécia                                                                   | 6.79     | Yuliya Zinovyeva · Rússia                                                        | 6.58     | Adina Anton · Roménia                                                    | 6.55     |
| Salto triplo                 | Simona La Mantia · Itália                                                                 | 14.43    | Svetlana Bolshakova · Rússia                                                     | 14.11    | Athanasia Perra · Grécia                                                 | 13.94    |
| Arremesso de peso (6 kg)     | Petra Lammert · Alemanha                                                                  | 18.97    | Christina Schwanitz · Alemanha                                                   | 18.64    | Chiara Rosa · Itália                                                     | 18.22    |
| Arremesso de disco (1,75 kg) | Sabine Rumpf · Alemanha                                                                   | 60.75    | Darya Pishchalnikova · Rússia                                                    | 59.45    | Kateryna Karsak · Ucrânia                                                | 56.81    |
| Arremesso de martelo (6 kg)  | Yekaterina Khoroshikh · Rússia                                                            | 71.51    | Betty Heidler · Alemanha                                                         | 69.64    | Nataliya Zolotukhina · Ucrânia                                           | 67.75    |
| Lançamento de dardo          | Annika Suthe · Alemanha                                                                   | 57.72    | Katharina Molitor · Alemanha                                                     | 57.01    | Linda Brivule · Letónia                                                  | 56.12    |
| Heptatlo                     | Laurien Hoos · Países Baixos                                                              | 6291     | Lilli Schwarzkopf · Alemanha                                                     | 6196     | Olga Levenkova · Rússia                                                  | 5950     |

## Quadro de medalhas
| Ordem | País          | Medalha de ouro | Medalha de prata | Medalha de bronze | Total |
| ----- | ------------- | --------------- | ---------------- | ----------------- | ----- |
| 1     | Rússia        | 15              | 10               | 6                 | 31    |
| 2     | França        | 6               | 2                | 3                 | 11    |
| 3     | Alemanha      | 4               | 14               | 8                 | 26    |
| 4     | Polónia       | 4               | 1                | 1                 | 6     |
| 5     | Grã-Bretanha  | 3               | 5                | 1                 | 9     |
| 6     | Roménia       | 2               | 0                | 2                 | 4     |
| 7     | Bielorrússia  | 1               | 3                | 2                 | 6     |
| 8     | Espanha       | 1               | 2                | 1                 | 4     |
| 9     | Turquia       | 1               | 2                | 0                 | 3     |
| 10    | Grécia        | 1               | 1                | 1                 | 3     |
| 10    | Suécia        | 1               | 1                | 1                 | 3     |
| 12    | Estónia       | 1               | 1                | 0                 | 2     |
| 13    | Itália        | 1               | 0                | 6                 | 7     |
| 14    | Ucrânia       | 1               | 0                | 3                 | 3     |
| 15    | Chéquia       | 1               | 0                | 2                 | 3     |
| 16    | Países Baixos | 1               | 0                | 1                 | 2     |
| 17    | Finlândia     | 0               | 1                | 2                 | 3     |
| 18    | Hungria       | 0               | 1                | 1                 | 2     |
| 19    | Bélgica       | 0               | 0                | 1                 | 1     |
| 19    | Letónia       | 0               | 0                | 1                 | 1     |
| 19    | Lituânia      | 0               | 0                | 1                 | 1     |
| 19    | Portugal      | 0               | 0                | 1                 | 1     |
| 22    | Total         | 44              | 44               | 45                | 133   |

## Participantes por nacionalidade
Um total de 748 atletas de 41 países participaram do campeonato.
- Andorra (1)
- Arménia (1)
- Áustria (5)
- Azerbaijão (2)
- Bielorrússia (31)
- Bélgica (18)
- Bósnia e Herzegovina (2)
- Bulgária (7)
- Croácia (3)
- Chipre (4)
- Chéquia (15)
- Dinamarca (2)
- Estónia (14)
- Finlândia (16)
- França (70)
- Alemanha (77)
- Grã-Bretanha (48)
- Grécia (22)
- Hungria (18)
- Islândia (1)
- Irlanda (11)
- Israel (2)
- Itália (45)
- Letónia (11)
- Lituânia (14)
- Malta (2)
- Moldávia (2)
- Países Baixos (19)
- Noruega (3)
- Polónia (76)
- Portugal (4)
- Roménia (16)
- Rússia (56)
- Sérvia e Montenegro (6)
- Eslováquia (8)
- Eslovénia (5)
- Espanha (39)
- Suécia (20)
- Suíça (13)
- Turquia (10)
- Ucrânia (29)